# To jest armia
To jest armia (ang. This Is the Army) – amerykański  film z 1943 roku w reżyserii Michaela Curtiza.

## Obsada
- George Murphy – Jerry Jones
- Joan Leslie – Eileen Dibble
- Ronald Reagan – kapral, następnie porucznik Johnny Jones
- George Tobias – Maxie Twardofsky
- Alan Hale Sr. – sierżant McGee
- Charles Butterworth – Eddie Dibble
- Dolores Costello – pani Davidson
- Una Merkel – Rose Dibble
- Stanley Ridges – major John B. Davidson
- Rosemary DeCamp – Ethel Jones
- Ruth Donnelly – pani O’Brien
- John Princes Mendes - kapral Mendes, magik
- Dorothy Peterson – pani Nelson
- Gertrude Niesen – wokalistka
- Jack Young – Franklin D. Roosevelt (niewymieniony w czołówce)
- Irving Berlin – on sam
- Frances Langford- ona sama
- Joe Louis – on sam
- Kate Smith – ona sama
- Ezra Stone – on sam